# Лисички (фильм)
«Лисички» (англ. The Little Foxes) — американский фильм-драма 1941 года, поставленный режиссёром Уильямом Уайлером. Фильм снят по одноимённой пьесе писательницы Лилиан Хеллман, которая также выступила в роли сценариста фильма. Картина получила девять номинаций на премию «Оскар».

## Сюжет
Южная аристократка Реджина Хаббард Гидденс борется за богатство и свободу в рамках общества начала XX века, где отцы считали только сыновей законными наследниками. В результате её алчные братья, Бенджамин и Оскар, независимые богачи, в то время как она финансово зависит от своего мужа, Хорэйса, у которого тяжелое заболевание сердца.
Оскар, женившись и оклеветав сладострастную, ныне алкоголичку Берди, чтобы приобрести плантацию её семьи и её хлопковые поля, теперь хочет объединить усилия с Бенджамином, чтобы построить хлопчатобумажную фабрику. Они обращаются к своей сестре, нуждаясь в дополнительных 75 000 долларов для инвестиций в проект. Оскар, чтобы получить деньги Хорэйса, первоначально предлагает брак между своим сыном Лео и дочерью Реджины Александрой, которые являются кузенами; Хорэйс и Александра категорически отвергают это предложение. Когда Реджина напрямую просит у Хорэйса денег, он отказывается. Она говорит ему, что его отказ не имеет значения, так как он скоро умрет, а этого дня она с нетерпением ждёт. Александра подслушивает разговор.
После отказа Хорэйса Бен и Оскар давят на Лео, который работает в банке, чтобы тот украл облигации Хорэйса из его личной ячейки, чтобы получить дополнительную сумму, необходимую для строительства фабрики. После поездки в банк Хорэйс обнаруживает пропажу облигаций и сообщает об этом Реджине. Понимая, что её братья заставили Лео украсть облигации, она решает шантажировать их, чтобы получить большую долю на фабрике.
Хорэйс немедленно заявляет, что меняет свое завещание, оставляя Александре всё, кроме облигаций, которые, как он утверждает, он добровольно одолжил Лео. Это сорвало бы попытку Реджины шантажировать братьев и лишило бы её доли в бизнесе. Берди набирается смелости и говорит Александре, чтобы та не выходила замуж не за того мужчину (то есть за её сына Лео), так как она будет страдать от последствий всю жизнь. Оскар слышит это и, когда Александра уже не видит, сильно ударяет Берди.
Реджина спорит с Хорэйсом. Когда у него случается сердечный приступ, она не предпринимает никаких усилий, чтобы помочь ему. Хорэйс, шатаясь, поднимается по лестнице, чтобы взять лекарство, но падает на полпути. В этот момент Реджина бросается к нему, зовет слуг, чтобы они отвели его в комнату и позвали доктора. Сцена заканчивается тем, что Гораций лежит на смертном одре, окруженный семьей, доктором и слугами. Хорэйс умирает, и никто не может помешать Реджине  обвинить своих братьев в воровстве. Таким образом, она шантажирует их, требуя 75% собственности на фабрике, заставляя их принять её требования.
Это слышит Александра. После того как её дяди уезжают, она сталкивается с матерью по поводу смерти своего отца. Реджина отрицает свою вину, но Александра настроена скептически. Затем Александра говорит о том, как важно не смотреть праздно на то, как люди творят зло. Реджина говорит дочери, что она ничего не может сделать, чтобы помешать ей покинуть дом, и надеется, что Александра останется. Тем не менее, Александра покидает мать вместе с Дэвидом Хьюиттом. Реджина остается при деньгах, но совершенно одинокой.

## В ролях

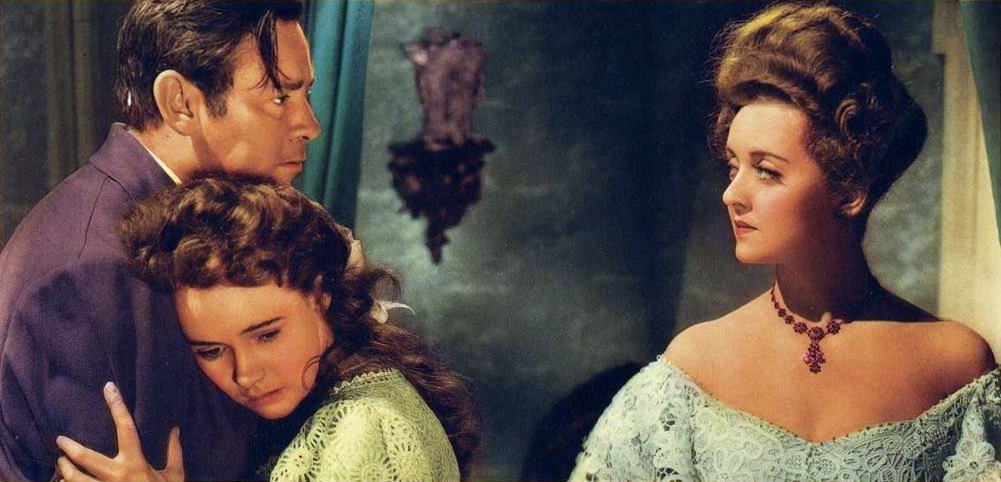
Главные персонажи картины: Хорэйс Гидденс (Герберт Маршалл), Александра Гидденс (Тереза Райт) и Реджина Гидденс (Бетт Дейвис)

- Бетт Дейвис — Реджина Хаббард Гидденс
- Герберт Маршалл — Хорэйс Гидденс
- Тереза Райт — Александра Гидденс
- Ричард Карлсон — Дэвид Хьюитт
- Дэн Дьюриа — Лео Хаббард
- Патрисия Коллиндж — Берди Хаббард
- Чарльз Дингл[англ.] — Бен Хаббард
- Карл Бентон Рид[англ.] — Оскар Хаббард
- Джессика Грейсон[англ.] — Эдди
- Джон Марриотт[англ.] — Кэл
- Рассел Хикс[англ.] — Уильям Маршалл
- Люсьен Литтлфилд[англ.] — Мэндерс
- Вирджиния Бриссак[англ.] — миссис Хьюитт
- Терри Ниберт — Джулия
- Генри Томас — Гарольд
- Чарльз Р. Мур[англ.] — Саймон
- Хэнк Уорден — бездельник на ж/д станции (в титрах не указан)

## Производство
Название фильма происходит от названия главы 2-й, стиха 15-го книги «Песнь песней Соломона» в версии короля Джеймса, которая гласит: «Ловите нам лисиц, лисенят, которые портят виноградники, а виноградники наши в цвете».

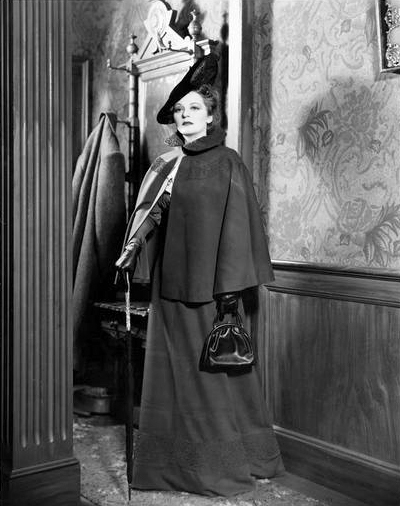
Таллула Бэнкхед в образе Реджины Гидденс в мюзикле «Лисички» (1939).

Изначально на главную роль Реджины Гидденс рассматривалась Таллула Бэнкхед, которая уже играла этого персонажа в бродвейской постановке пьесы в 1939 году, получив множество положительных отзывов. Но режиссёром экранизации был выбран Уильям Уайлер, видевший в главной роли Бетт Дейвис, с которой ранее уже сотрудничал в таких картинах как «Иезавель» и «Письмо». Он настаивал на том, чтобы именно Дейвис утвердили на главную роль. Продюсер Сэмюэл Голдвин согласился с ним, поскольку ни один из фильмов Бэнкхед не был кассовым хитом. Сама же Дейвис поначалу не соглашалась на участие в фильме, потому что хотела, чтобы главную роль сыграла Таллула Бэнкхед и даже уговаривала Голдвина, но тот отказался. Глава компании Warner Bros. Джек Уорнер, с которой у Дейвис был контракт, отказывался отпускать актрису на съёмки и даже предлагал на замену Мириам Хопкинс. Тем не менее, после долгих уговоров Уорнер согласился, получив взамен 385 000 долларов. Дейвис зарабатывала 3000 долларов в неделю, и когда она узнала, сколько Уорнер получил за её появление в «Лисичках», она потребовала и в конечном итоге получила свою долю от этой суммы.
Уайлер рекомендовал Дейвис посмотреть на Бэнкхед в оригинальной пьесе, что она и сделала, несмотря на серьезные опасения. Позже она пожалела об этом, потому что после просмотра спектакля с Бэнкхед и прочтения сценария Хеллман она чувствовала, что ей нужно будет создать совершенно другую интерпретацию роли, которая, по её мнению, не подходила персонажу. Бэнкхед изобразила Реджину как жертву, вынужденную бороться с презрением, с которым её братья относились к ней, но Дейвис сыграла её как холодную, коварную, расчетливую женщину.
Чарльз Дингл, Карл Бентон Рид, Дэн Дьюриа, Патрисия Коллиндж — все они повторили свои бродвейские роли. Персонажа Дэвида Хьюитта в оригинальной пьесе не было. Хеллман ввела его, чтобы добавить второго привлекательного мужчину, который был бы на одной стороне с Хорэйсом против ядовитого семейства Хаббард.
Дейвис и Уайлер часто спорили во время съёмок практически обо всем: от грима, наносимого на Дейвис (Уайлер считал, что она похожа на актёра театра Кабуки, но Дейвис хотела выглядеть старше своего возраста, так как по сюжету ей было за сорок), декораций и костюмов (Дейвис считала, что всё было слишком роскошным для семьи с бедственным финансовым положением) и до её видения роли (Уайлер хотел более женственную и отзывчивую Реджину, сродни интерпретации Бэнкхед). Дейвис много уступала Уайлеру во время съёмок «Писем», но на этот раз она твёрдо стояла на своем. Также во время съёмок стояла сильнейшая за многие годы жара, температура на площадке регулярно поднималась выше 37 градусов. В конце-концов Дейвис покинула съёмки. «Это был единственный раз в моей карьере, когда я ушла из фильма после того, как начались съёмки, — вспоминала она позже. — Я так переживала из-за того, что мой любимый и самый почитаемый режиссёр спорил со мной по каждому поводу… Я просто не хотела участвовать в этом». Актриса удалилась в свой арендованный дом в Лагуна-Бич и наотрез отказалась возвращаться на работу. Вернуть на площадку её смог только продюсер Голдвин, пригрозив судебным иском и требованием выплаты неустойки. Через неделю она вернулась на съёмочную площадку после того, как начали ходить слухи о том, что её заменят Кэтрин Хепбёрн или Мириам Хопкинс. Несмотря на то, что фильм имел критический и коммерческий успех и был номинирован на девять премий «Оскар», Дейвис и Уайлер больше никогда не работали вместе.

## Релиз
Премьера фильма состоялась 21 августа 1941 года в нью-йоркском «Радио-сити-мьюзик-холле». По данным газеты The New York Times в день национальной премьеры фильм посмотрело 22 163 человека, установив тем самым рекорд посещаемости. 31 октября 1941 года фильм вышел в прокат в Мексике, 26 марта 1942 года — в Аргентине, 10 декабря 1945 года — в Советском Союзе, 21 ноября 1947 года — в Нидерландах, 23 августа 1954 года — в Японии.

## Награды и номинации
«Лисички» получили девять номинаций на премию «Оскар», при этом не выиграв ни одной статуэтки. Это стало своеобразным рекордом, который только в 1957 повторил фильм «Пэйтон Плейс», а превзошёл в 1977 году фильм «Поворотный пункт» с одиннадцатью номинациями без единой победы.
| Награда                             | Категория                                       | Номинант                        | Результат | Прим.         |
| ----------------------------------- | ----------------------------------------------- | ------------------------------- | --------- | ------------- |
| Оскар                               | Лучший фильм                                    | Сэмюэл Голдвин                  | Номинация | [ 9 ]         |
| Оскар                               | Лучший режиссёр                                 | Уильям Уайлер                   | Номинация | [ 9 ]         |
| Оскар                               | Лучшая женская роль                             | Бетт Дейвис                     | Номинация | [ 9 ]         |
| Оскар                               | Лучшая женская роль второго плана               | Патрисия Коллиндж               | Номинация | [ 9 ]         |
| Оскар                               | Лучшая женская роль второго плана               | Тереза Райт                     | Номинация | [ 9 ]         |
| Оскар                               | Лучший сценарий                                 | Лилиан Хеллман                  | Номинация | [ 9 ]         |
| Оскар                               | Лучший художник-постановщик (чёрно-белый фильм) | Стивен Гуссон и Говард Бристоль | Номинация | [ 9 ]         |
| Оскар                               | Лучший монтаж                                   | Дэниел Мэнделл                  | Номинация | [ 9 ]         |
| Оскар                               | Лучшая музыка к драматическому фильму           | Мередит Уилсон                  | Номинация | [ 9 ]         |
| Национальный совет кинокритиков США | Десять лучших фильмов                           | «Лисички»                       | Победа    | [ 10 ] [ 11 ] |
| Национальный совет кинокритиков США | Лучшая актёрская игра                           | Патрисия Коллиндж               | Победа    | [ 10 ] [ 11 ] |
| Национальный совет кинокритиков США | Лучшая актёрская игра                           | Бетт Дейвис                     | Победа    | [ 10 ] [ 11 ] |
| Kinema Junpo Award                  | Лучший иностранный фильм                        | «Лисички»                       | 10 место  | [ 11 ]        |

В 2003 году персонаж Реджины Гидденс, сыгранный Дейвис, занял 43-е место в списке «100 лучших героев и злодеев по версии AFI».